# Мальованська набережна (Житомир)
Мальованська набережна — набережна в Богунському районі міста Житомира.

## Характеристики
Розташована в районі Мальованки, на теренах Закам'янки. З'єднує вулиці Троянівську та Чуднівську, пролягаючи вздовж правого берега річки Кам'янки.

## Історія
Являє собою першу вулицю на правому березі річки Кам'янки. Садиби вздовж набережної почали формуватися у другій половині XVIII сторіччя. У 1781 році відома за назвою Новий світ за Кам'янкою. Згідно з мапою міста 1799 року, забудова вздовж набережної поставала поодинока та не перевищувала десяти садиб. 
Садибна забудова вздовж набережної остаточно сформувалася у ХІХ столітті.
До 1958 року мала назву Набережна річки Кам'янки. У 1915 році Набережна річки Кам'янки у передмістях Мальованка, Закам'янка. З 1958 по 1995 рік мала назву вулиця Правонабережна річки Кам'янки. З 1995 року чинна назва.